# 埃斯库里亚尔德拉谢拉
埃斯库里亚尔德拉谢拉，是西班牙卡斯蒂利亚-莱昂萨拉曼卡省的一个市镇。 总面积21平方公里，总人口306人（2001年），人口密度15人/平方公里。